# Шомло, Тамаш (музыкант)
Тамаш Иван Шомло (венг. Somló Iván Tamás; 17 ноября 1947, Будапешт — 9 июля 2016, там же) — венгерский рок-музыкант, мультиинструменталист (вокалист, бас-гитарист, кларнетист, саксофонист), композитор. Наиболее известен по своему участию в группах Omega (1964—1967) и Locomotiv GT (1973—2016).

## Биография
Родился в Будапеште в еврейской семье. Родители развелись, когда ему было пять лет, и он со старшим братом воспитывались в новой семье отца, где благодаря мачехе соблюдались еврейские религиозные традиции. С детства обучался игре на скрипке, позже на фортепиано и контрабасе. В старших классах учился вместе с Кароем Хорватом (позже известным как эстрадный певец Чарли). После окончания циркового училища со специализацией в клоунаде в конце 1960-х годов работал клоуном.
Музыкальную карьеру начал в бит-коллективе Atlas. Его старший брат Дьёрдь (род. 1941) был одноклассником барабанщика Йожефа Лаукса и в 1964 году Тамаш Шомло по рекомендации брата сменил Ласло Хармата в качестве саксофониста в группе Omega, которую покинул в 1967 году. В 1969—1971 годах играл в группе Kex, затем в группе Non Stop как вокалист и саксофонист.
В 1973 году стал бас-гитаристом и вокалистом супергруппы Locomotiv GT. После распада группы играл в различных коллективах в Дании, в 1992 году вернулся в Венгрию и начал сольную карьеру. Выпустил шесть сольных альбомов. После воссоединения Locomotiv GT вновь вошёл в состав этой группы. В 2004 году окончил юридический факультет Будапештского университета.
Написал песни для ряда популярных исполнителей, в том числе Кати Ковач («Maradj még» и «Az eső és én» на альбоме «Kovács Kati és a Locomotiv GT», 1974; «Kék farmer», «Taníts meg élni», «Segíts túl az éjszakán» и «El ne hagyd magad»	на альбоме «Közel a Naphoz», 1976), Зорана Стевановича (1977—1982), Шаролты Залатнаи (1978), Юдит Сюч (1981), Клари Катоны (1981) и Тамаша Хацки (1983). Большую популярность получила написанная им для Locomotiv GT (альбом Mindig magasabbra, 1975) песня «Álomarcú lány», в английском варианте на альбомах Motor City Rock (1976) и Locomotiv GT (1980) известная как «Lady of the Night».
Последние годы жизни тяжело болел. 4 сентября 2016 года, через два месяца после его смерти, оставшиеся участники группы Locomotiv GT объявили о её окончательном распаде. Похоронен на Еврейском кладбище на улице Козмы в Будапеште.
Награждён Орденом Заслуг (2004).

## Дискография

### Locomotiv GT
- 1973 — Bummm!
- 1975 — Mindig magasabbra
- 1975 — Locomotiv GT in Warsaw
- 1976 — Locomotiv GT V
- 1977 — Zene — Mindenki maskepp csinalja
- 1978 — Mindenki
- 1978 — Aranyalbum
- 1980 — Loksi
- 1980 — Kisstadion 1980 (live)
- 1980 — Locomotiv GT (на английском языке)
- 1982 — Locomotiv GT X
- 1983 — Az Albumm (live 1974—1983)
- 1984 — Ellenfel nelkul
- 1988 — Locomotiv GT '74 USA
- 1992 — In memoriam Barta Tamás 1948—1982 emléklemez
- 1992 — Osszes Kislemeze
- 1992 — Best of Locomotiv GT 1971—1992
- 1992 — Locomotiv GT — Búcsúkoncert (Прощальный концерт)
- 1997 — 424—Mozdonyopera (Локомотивная опера)
- 2002 — A Fiuk a Kocsmaba Mentek

### Сольные альбомы
- Som-ló (1992)
- Semmi cirqsz (1997)
- 50mló koncert (1998)
- Zenecsomag (2000)
- Best Of (2003)
- Egy adag somlói (2007)